# Ödön Földessy

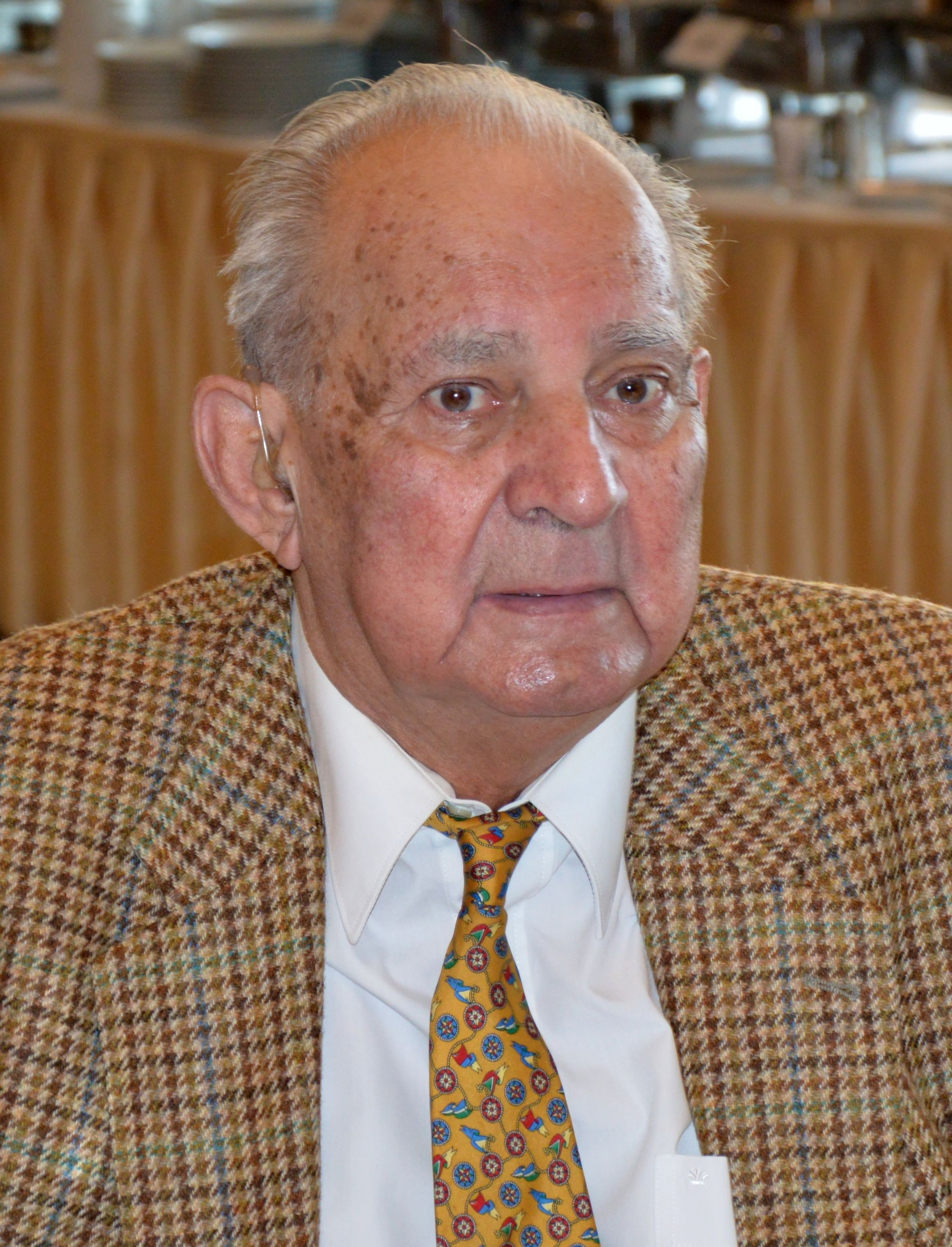
Ödön Földessy, 2013

Ödön Földessy [ˈødøn ˈføldɛʃi] (* 1. Juli 1929 in Békés; † 9. Juni 2020 in Budapest) war ein ungarischer Leichtathlet.
Bei den Olympischen Spielen 1952 in Helsinki siegte im Weitsprung der Amerikaner Jerome Biffle mit 7,57 Meter vor seinem Landsmann Meredith Gourdine mit 7,53 Meter. Als bester Europäer gewann Ödön Földessy mit 7,30 Meter die Bronzemedaille.
1953 sprang Földessy mit 7,76 Meter ungarischen Landesrekord. Bei den Europameisterschaften 1954 in Bern siegte Földessy in der Qualifikation mit 7,39 Meter. Im Finale gewann er Gold mit 7,51 Meter vor dem Polen Zbigniew Iwański mit 7,46 Meter.
In Melbourne bei den Olympischen Spielen 1956 schied Földessy mit 6,96 Meter als 21. der Qualifikation aus. Bei den Europameisterschaften 1958 in Stockholm wurde er mit 7,20 Meter Zehnter.
Ödön Földessy wurde von 1950 bis 1959 jedes Jahr ungarischer Meister im Weitsprung mit Ausnahme des Jahres 1956. Mit der 4-mal-100-Meter-Staffel von Újpest Dózsa Budapest wurde er 1952 und 1954 ungarischer Meister. Bei einer Körpergröße von 1,85 m betrug sein Wettkampfgewicht 72 kg.
Er war mit der ehemaligen Fechterin Paula Marosi verheiratet, die mit der Florettmannschaft 1964 Olympiasiegerin wurde. Nach seiner Karriere als Sportler absolvierte Földessy die Polizeiakademie und arbeitete bei der Budapester Verkehrspolizei. Er schied als Oberst aus dem aktiven Dienst aus und starb am 9. Juni 2020 nach langer Krankheit in Budapest.